# Tellervo kordonis
Tellervo kordonis är en fjärilsart som beskrevs av Embrik Strand 1911. Tellervo kordonis ingår i släktet Tellervo och familjen praktfjärilar. Inga underarter finns listade i Catalogue of Life.